# کویتوو
کویتوو (به چکی: Květov) یک منطقهٔ مسکونی در جمهوری چک است که در ناحیه پیسک واقع شده‌است. کویتوو ۱۵٫۷۴ کیلومتر مربع مساحت و ۱۱۵ نفر جمعیت دارد و ۴۴۱ متر بالاتر از سطح دریا واقع شده‌است.